# تسلسل زلق

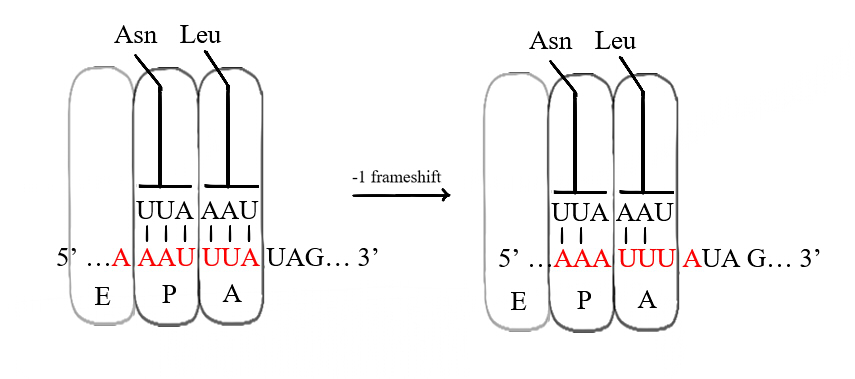
انزلاق متزامن لجزيئتي رنا ناقل في تسلسل زلق لفيروس ساركومة روس. بعد انزياح الإطار، يكون ترابط القواعد صحيحا عند النوكليوتيد الأول والثاني وخاطئا في وضعية ووبل. المواقع E وP وA الريبوسومية موضحة. موضع عديد الببتيد المتنامي غير موضح في الصورة لعدم التوافق حول ما إذا كان الانزلاق -1 يحدث قبل أو بعد نقل عديد الببتيد من الرنا الناقل المرتبط بالموقع P إلى الرنا الناقل المرتبط بالموقع A (في هذه الحالة من الرنا الناقل للأسباراجين إلى الرنا الناقل لليوسين).

التسلسل الزلق (بالإنجليزية: Slippery sequence)‏ هو تسلسل قصير (عادة UUUAAAC) يتحكم في معدل واحتمال حدوث انزياح الإطار الريبوسومي. يتسبب التسلسل الزلق في انتقالٍ ريبوسوميٍ أسرع والذي يمكن أن يسبب بدوره «انزلاقا» لإطار القراءة الذي يقوم الريبوسوم بقراءته. يسمح هذا للرنا الناقل بالانزياح بقاعدة واحدة (-1) نحو النهاية 5' بعد أن يكون الكودون المضاد الخاص به قد ارتبط مع كودونٍ من الرنا الرسول وهو ما يغير إطار القراءة. يُعرف انزياح الإطار -1 الذي يسببه هذا التسلسل بانزياح الإطار الريبوسومي -1 المبرمج. يلي هذا التسلسل الزلق منطقة فاصلة وبنية رنا ثانوية وتواجده شائع لدى الفيروسات التي تشفر عديدات البروتين.
يحدث انزياح الإطار بسبب ترابط ووبل. تعطي طاقة غيبس الحرة الخاصة بالبنى الثانوية التي تلي التسلسل تلميحا وفكرة عن معدل حدوث انزياح الإطار. يلعب التوتر الحاصل في جزيء الرنا الرسول دورا في الانزياح كذلك. قائمة بالتسلسلات الزلقة الموجودة لدى الحيوانات متوفرة في ورقة هوانغ وزملائه.
التسلسلات الزلقة التي تسبب انزياحا بـ -2 قاعدة (انزياح إطار -2) تم إنشاؤها اعتمادا على تسلسل فيروس عوز المناعة البشري UUUUUUA .